# The Dark Queen of Krynn
The Dark Queen of Krynn ist ein Computer-Rollenspiel von SSI auf Grundlage des Rollenspiel-Regelwerks Advanced Dungeons & Dragons. Es ist der abschließende dritte Teil in der Dragonlance Fantasy Role-Playing Epic, einer Unterreihe der Gold-Box-Reihe, und der Nachfolger zu Death Knights of Krynn. Das von MicroMagic entwickelte Spiel erschien 1992 für Amiga, DOS und Mac OS.

## Handlung
Die Heldengruppe wird in der Fortsetzung ihrer Abenteuerreise von General Laurana Kanan beauftragt, den Gerüchten über Monstersichtungen im Umland der Stadt Caergoth nachzugehen. Die Truppe verschlägt es dadurch auf den Kontinent Taladas, wo die namensgebende Dark Queen Takhisis, die oberste Göttin des Bösen, im Hintergrund die Fäden zieht und von den Abenteurern besiegt werden muss.

## Rezeption
Bei Erscheinen von The Dark Queen of Krynn hatten die Gold-Box-Spiele ihren Höhepunkt bereits seit längerem überstiegen. Dementsprechend gemischt vielen die Bewertungen aus.

„The Dark Queen of Krynn ist ein würdiges Ende für die kurzweilige ‘Dargonlance’-Reihe, das man jedem Drachenreiter empfehlen kann. Gleichzeitig aber eine gute Gelegenheit für SSI, endlich zu neuen Spieleufern aufzubrechen.“

„The nadir of the gold box games […] a frustrating exercise in survival that only the most devoted hack'n'slashers would want to experience.“

„Der Tiefpunkt der Gold-Box-Spiele […] Eine frustrierende Überlebensübung, die nur die eifrigsten Hack ’n’ Slasher erleben wollen.“

The Dark Queen of Krynn verkaufte rund 40.600 Kopien und damit 1/3 weniger als der Vorgänger Death Knights of Krynn (62.000 Kopien). Die Gold-Box-Engine kam danach nur noch einmal zum Einsatz, im ebenfalls von MicroMagic entwickelten Unlimited Adventures, das Spielern die Möglichkeit bot, ihre eigenen Abenteuer mit Hilfe eines Baukastensystems in der Gold-Box-Engine zu erstellen.
Laut einer Retrospektive von Allen Rausch und Miguel Lopez für Gamespy fiel das Spiel vor allem durch eine Reihe von Bugs auf. Daher sein „Dark Queen of Krynn ein wenig schwer zu lieben, aber das Ausmaß, in dem es Elemente des DragonLance-Universums einbezog, machte es die Mühen für viele Fans lohnenswert“.